# 格勒奈 (伊泽尔省)
格勒奈（法語：Grenay，法語發音：[gʁənɛ]）是法国伊泽尔省的一个市镇，属于维埃纳区。

## 地理
格勒奈（45°39'52"N, 5°4'46"E）面积7.2 平方千米，位于法国奥弗涅-罗讷-阿尔卑斯大区伊泽尔省，该省份为法国东南部内陆省份，北起顺时针与安省、萨瓦省、上阿尔卑斯省、德龙省、阿尔代什省、卢瓦尔省和罗讷省。
与格勒奈接壤的市镇（或旧市镇、城区）包括：圣洛朗德米尔、圣康坦-法拉维耶、萨托拉斯和邦斯、圣皮埃尔德尚迪约、埃里约。

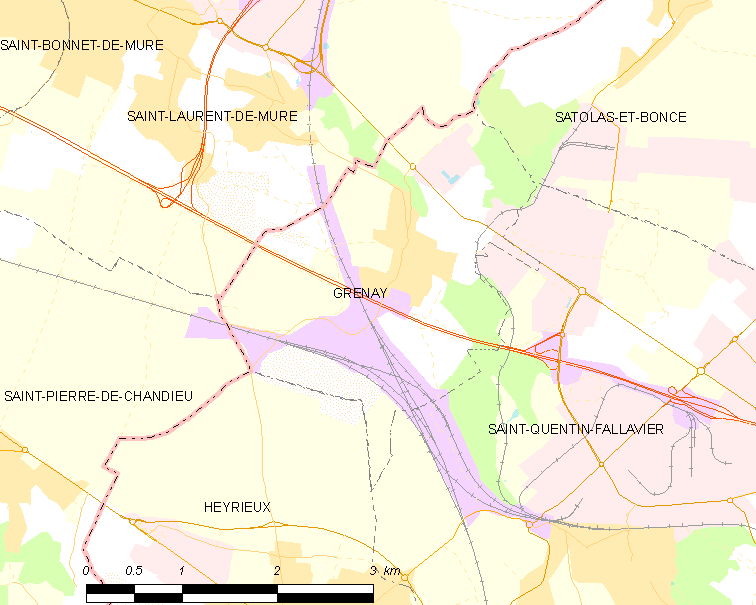
的OSM定位图

格勒奈的时区为UTC+01:00、UTC+02:00（夏令时）。

## 行政
格勒奈的邮政编码为38540，INSEE市镇编码为38184。

## 政治
格勒奈所属的省级选区为拉韦皮耶尔县。

## 人口

1962-2008年间人口变化图示

格勒奈于2022年1月1日时的人口数量为1632人。